# Басин, Анатолий Нисонович
Анатолий Нисонович Басин (род. 29 апреля 1936, Ленинград) — советский живописец.

## Биография
Родился в 1936 году в Ленинграде в семье военного. Закончил Ленинградское радиотехническое училище и архитектурный факультет Ленинградского инженерно-строительного института. Работал некоторое время по специальности: инженером и архитектором.
Посещал курс скульптуры Б. Е. Каплянского, школу О. А. Сидлина (1956—1972), где занимался живописью. Участник квартирных выставок с 1972, выставок в ДК им. Газа (1974) и ДК «Невский» (1975). Входил в группу «Алеф». С 1976 в самиздате публиковал обзоры нонконформистских выставок.
В 1979 году репатриировался в Израиль. Живёт в Иерусалиме. В 1994 вернул российское гражданство и часть года обычно проводит в Петербурге. Лауреат премии Иш-Шало (1986). Член петербургского отделения Союза Художников России, иерусалимского отделения Союза Художников Израиля.
На протяжении многих лет Басин остаётся верен тёмной цветовой гамме.
Его личный архив послужил основой известного альбома «Газаневщина», изданного сначала в Иерусалиме, а затем в Санкт-Петербурге.
Художник о своем творчестве:
«Если холст звенит, он живой, значит, я должен отставить работу и взять следующий холст. Вот когда я отставляю себя на данный момент и вновь пытаюсь о себе дорогом поговорить, это и есть жизнь. А когда я живу своим прошлым, однажды замечательно сделанным, — это не совсем жизнь.»
«Я воспитан был Веласкесом: живопись — это краска на плоскости. Я могу плоскость настроить внятными линией, цветом, пятном. Моя задача обозначить палитру Делакруа, тогда каждый цвет выделится, нальётся смыслом. Если палитра возникла — всё: я — талант, я — живописец. Если этого нет — я лезу не в свои дела.»

## Выставки
- 1968-69 — выставки в Доме Культуры им. Козицкого, Ленинград
- 1974 — ДК им. Газа, Ленинград
- 1975 — ДК «Невский», Ленинград
- 1975—1976 — выставки «Группы АЛЕФ», Ленинград
- 1989 — Кентукки, США
- 1983, 1984, 2006 — выставки в Иерусалиме
- 1986—1991 — выставки в Париже
- 1993—2009 — участие в ежегодных выставках «Центрального выставочного» зала «Манеж»
- 2006 — «Время перемен», Государственный Русский музей, Санкт-Петербург, Россия
- 2008 — «Советская Венера», Государственный Русский музей, Санкт-Петербург, Россия

## Работы находятся в собраниях
- Государственный Русский музей, Санкт-Петербург, Россия
- Государственный музей истории Санкт-Петербурга, Санкт-Петербург, Россия
- Государственный музей городской скульптуры, Санкт-Петербург, Россия
- Центральный выставочный зал «Манеж», Санкт-Петербург, Россия
- Музей современного искусства Эрарта, Санкт-Петербург, Россия
- The Israel Museum, Jerusalem, Israel
- Ein-Harod Museum, Ein Harod, Israel
- The Negev Museum, Beer-Sheva, Israel
- The Ruthger University, (The Norton Dodge Collection) Zimmerli Art Museum, New Jersey, USA